# 박태성 (정치인)
박태성(朴泰成, 1955년 ~ )은 조선민주주의인민공화국의 정치인이며 내각 총리이다.

## 상세
1955년 출생이며, 주로 조선로동당에서 활동한 정치인이다. 조선로동당 중앙위원회 위원을 거쳐 당 정치국 후보위원이 되었다. 2012년 8월에는 조선노동당 중앙위원회 부부장이 되었다. 2014년 5월, 평안남도 당위원회 책임비서에 올랐다. 조선로동당 조직지도부의 핵심 간부로 조선민주주의인민공화국을 실제로 움직이는 핵심 실세로 알려져 있다. 2021년에는 북한 공식석상에서 잠시 모습이 사라져서 숙청설이 돌기도 하였다. 2014년에는 조선로동당 평안남도당 책임비서에 임명되었다. 2023년 1월 최고인민회의 의장직에서 물러났음이 확인되었고, 2024년 12월 말까지 조선로동당 정치국 위원 겸 과학교육비서직을 수행하고 있다. 2024년 12월 전원회의에서 김덕훈 내각총리의 후임으로 임명되었다.

## 경력
- 조선로동당 선전선동부 부부장[5]
- 조선노동당 중앙위원회 부부장
- 최고인민회의 대의원(13,14기)
- 평안남도 당위원회 책임비서(2014~?)
- 조선로동당 조선로동당 선전선동부장(2021~2021)
- 최고인민회의 의장(2019~2023)
- 조선로동당 정치국 위원 겸 조선로동당 비서국 과학교육비서 (?~2024.12)
- 내각 총리 (2024.12~)